# Droit de rétention
Le droit de rétention est un droit du créancier qui lui permet, en vertu de la loi et de certaines circonstances, de retenir une chose mobilière dont il a la possession de par le consentement du débiteur, et au besoin de faire réaliser cette chose. 
C'est donc un droit de gage légal portant sur une chose mobilière.

## En droit français
En droit des biens, le droit de rétention est codifié à l'article 2286 du Code civil depuis la loi du 23 mars 2006. Il peut se définir comme le droit donné à un créancier de refuser la restitution d'un bien appartenant à un débiteur jusqu'au complet paiement de sa créance.
Le droit de rétention peut donc se qualifier de moyen de pression que peut exercer le créancier sur son débiteur. Au regard de sa situation au sein du Code civil, il ne peut être qualifié ni de sûreté personnelle ou réelle. Il a pu être parfois qualifié de droit réel atrophié par la doctrine. Cependant, il ne confère aucun droit de suite ou de préférence au créancier. Il constitue en réalité une garantie accessoire à une créance. Depuis la réforme LME du 4 aout 2008, un droit de rétention fictif a été créé dans le cas d'un gage sans dépossession, dématérialisant le droit de rétention. Cet ajout n'est pas sans poser quelques difficultés car tel l'affirmait le professeur Marly « pour retenir, il faut déjà tenir ».

## En droit québécois
Le terme « droit de rétention » figure aussi dans le droit québécois, dans le Code civil du Québec. Il équivaut à son homologue de la common law canadienne lien. C'est le droit de préséance que la loi accorde à un créancier parmi d'autres, même hypothécaires, selon la cause de sa créance.